# Тойдах
Тойдах — река в Таймырском Долгано-Ненецком районе Красноярского края России. Длина — 26 км.
Берёт начало в безымянном озере, образованном водами озера Джиелях и озера Арбагар, течёт на север, впадая в Джеруоху слева.
Тойдах имеет несколько притоков — два слева и три справа. Один из левых притоков берёт начало из одного из озёр Кунесалах.
В нижней части течения река огибает безымянную сопку высотой 75 метров.
Берега реки безлесны, покрыты травянистой растительностью, не заболочены. В конце XX века вблизи реки росли всего два дерева.